# Віллоу-Оук (Флорида)
Віллоу-Оук (англ. Willow Oak) — переписна місцевість (CDP) в США, в окрузі Полк штату Флорида. Населення — 6806 осіб (2020).

## Географія
Віллоу-Оук розташований за координатами 27°55′19″ пн. ш. 82°1′27″ зх. д. / 27.92194° пн. ш. 82.02417° зх. д. (27.921919, -82.024247).  За даними Бюро перепису населення США в 2010 році переписна місцевість мала площу 8,25 км², з яких 8,18 км² — суходіл та 0,07 км² — водойми.

## Демографія
Згідно з переписом 2010 року, у переписній місцевості мешкали 6732 особи в 2124 домогосподарствах у складі 1596 родин. Густота населення становила 816 осіб/км².  Було 2300 помешкань (279/км²).
Расовий склад населення:
| - 70,4 % — білих - 7,1 % — чорних або афроамериканців - 0,5 % — азіатів - 0,4 % — корінних американців - 19,3 % — осіб інших рас |

До двох чи більше рас належало 2,2 %. Частка іспаномовних становила 37,1 % від усіх жителів.
За віковим діапазоном населення розподілялося таким чином: 31,7 % — особи молодші 18 років, 61,2 % — особи у віці 18—64 років, 7,1 % — особи у віці 65 років та старші. Медіана віку мешканця становила 28,7 року. На 100 осіб жіночої статі у переписній місцевості припадало 100,5 чоловіків;  на 100 жінок у віці від 18 років та старших — 101,3 чоловіків також старших 18 років.
Середній дохід на одне домашнє господарство  становив 49 477 доларів США (медіана — 36 616), а середній дохід на одну сім'ю — 54 717 доларів (медіана — 46 214). Медіана доходів становила 31 530 доларів для чоловіків та 29 755 доларів для жінок. За межею бідності перебувало 23,2 % осіб, у тому числі 30,4 % дітей у віці до 18 років та 17,6 % осіб у віці 65 років та старших.
Цивільне працевлаштоване населення становило 2373 особи. Основні галузі зайнятості: роздрібна торгівля — 17,1 %, освіта, охорона здоров'я та соціальна допомога — 15,1 %, науковці, спеціалісти, менеджери — 11,8 %, мистецтво, розваги та відпочинок — 9,2 %.